# Billum
Billum ist ein dänischer Ort in der Kommune Varde, Region Syddanmark. 
Der Ort ist im Westen vom Unterzentrum Oksbøl, im Norden von den Orten Vrøgum und Jegum, im Osten von Janderup und im Süden von der Ho Bugt umgeben. Der Ort ist erschlossen durch einen Haltepunkt der Bahnstrecke Varde–Nørre Nebel.
Billum ist Hauptort des Kirchspiels Billum Sogn.